# Dark Ages (Album)
Dark Ages ist das fünfte Studioalbum der Metal-Band Soulfly. Es wurde am 4. Oktober 2005 veröffentlicht.

## Entstehung
Max Cavalera arbeitete während der Entstehungsphase des Albums mit vielen Künstlern international und aus verschiedenen Musikrichtungen zusammen, bspw. mit Billy Milano von S.O.D. und M.O.D., dem Megadeth-Bassisten David Ellefson und dem serbischen Reggae/Dub-Musiker Nemanja „Kojot“ Kojić, Gitarrist und Sänger der Band Eyesburn. Letztgenannter arbeitete mit Cavalera bereits auf dem Soulfy-Album Prophecy im Jahre 2004 zusammen.
Des Weiteren unternahm Cavalera Reisen in verschiedene Länder (Türkei, Serbien, Russland und Frankreich), um landestypische bzw. Elemente fremder Kulturkreise in das Album aufzunehmen.
Zu Carved Inside, Frontlines und Innerspirit wurden Musikvideos produziert.
Das Albencover wurden von dem Tätowierkünstler Leo Zulueta entworfen.

## Rezeption
Jason Birchmeier von Allmusic attestiert dem Album durchgängig kraftvollen und experimentierfreudigen Sound ohne Tiefpunkte und vergab in seiner Albumrezension 4 von 5 möglichen Punkten.

“The 15-song album never does hit a lull. It arcs slightly, kicking off with a punch to the face and peaking with ‘Molotov’, “Frontlines”, and “Innerspirit” before drifting into edgier waters of experimentation that ultimately recede with the album closer, the ten-minute instrumental ‘Soulfly V’.”

In seiner Rezension für laut.de beklagt Michael Edele die Funktion einiger Stücke als Album-Füller, hebt jedoch die Mischung aus Härte und experimentellen Sounds hervor. Michael Edele vergibt in seiner Albumrezension 3 von 5 möglichen Punkten für Dark Ages.

„[…] “Bleak” ist aber selbst dazu noch zu belanglos und unzusammenhängend, ein typischer Füller. Auch das kurze “(The) March” ist irgendwie überflüssig, […] jedoch ist es vor allem “Innerspirit” (mit Gastvocals des Sängers der serbischen Band Eyesburn), das verwirrt aufhorchen lässt und einmal mehr zeigt, warum Soulfly so unberechenbar sind.“

## Editionen
Dark Ages erschien in zwei unterschiedlichen Editionen im Handel. Veröffentlicht wurden sowohl das 15 Stücke umfassende reguläre Album, als auch ein Digipak, das 3 zusätzliche Bonustracks enthält. Auch das Albumartwork unterscheidet sich bei beiden Ausgaben in der Farbwahl.

## Titelliste
1. The Dark Ages – 0:48
2. Babylon – 3:53
3. I and I – 3:15
4. Carved Inside – 3:35
5. Arise Again – 4:10
6. Molotov – 1:58
7. Frontlines – 4:34
8. Innerspirit – 5:15
9. Corrosion Creeps – 4:27
10. Riotstarter – 5:00
11. Bleak – 4:57
12. (The) March – 1:19
13. Fuel the Hate – 4:12
14. Staystrong – 8:14
15. Soulfly V – 10:54

- Gesamtspielzeit des regulären Albums: 1:06:34.[8]

Bonustracks
1. Salmo-91 – 4:24
2. Prophecy (live) – 3:27 a
3. Seek ’n’ Strike (live) – 4:15 a

- Gesamtspielzeit der Digipak-Ausgabe des Albums: 1:18:40.[9]